# خلية إنتاشية
الخلايا الإنتاشية هي طلائع لبرزات النطاف التي تتمايز في الخصى من الخلايا الجنسية البدئية في الأسبوع السابع من النمو الجنيني وتستمر حتى فترة ما بعد الولادة، عندها تتحول إلى برزات النطاف. رغم استخدام المصطلح أحيانًا للإشارة إلى برزات البويضات، كان مقتصرًا بشكل عام على الخلايا الجنسية الذكرية. تعمل الخلايا الجنسية كحامل وراثي عن طريق نقل المعلومات الوراثية والتخلقية من جيل إلى الجيل التالي. تتركز خصوبة الذكور حول استمرار تشكل برزات النطاف والذي يعتمد على العدد الكبير من الخلايا الجذعية. لذلك، تعتمد كل من وظيفة ونوعية الخلية المنوية المتمايزة على قدرة الخلية الجذعية المكونة لبرزة النطفة.

## النمو
يمكن تقسيم نمو الخلايا الجنسية إلى طورين. تتضمن الأطوار الأولى المراحل الجنينية والوليدية من نمو الخلايا جنسية التي تؤدي إلى تشكل الخلايا الجذعية المكونة لبرزات النطاف. المرحلة الثانية هي تكون الحيوانات المنوية، وهي دورة تشمل عمليات منظمة تتمثل بالانقسام المتساوي والانقسام المنصف والتمايز (عبر تكون الحيوانات المنوية)، والتي تؤدي إلى إنتاج السبيرماتوزونات الناضجة، والمعروفة أيضًا باسم الخلايا المنوية.
تكون الخلايا الإنتاشية موجودة وظيفيًا خلال المرحلة الأولى من نضج الخلايا الجنسية ونموها. تشمل هذه الفترة الخلايا الجنسية البدئية، وهي الخلايا الأولية التي تحفز بدء نمو الخلايا الجنسية لدى الجنين، والخلايا الإنتاشية، والتي بعد تمايزها عن الخلايا الجنسية البدئية، تخضع لعمليات منظمة تشمل التكاثر والتمايز والهجرة والاستماتة لإنتاج الخلايا الجذعية المكونة لبرزات النطاف. لذلك، تتوافق الخلايا الإنتاشية مع المراحل التنموية بين الخلايا الجنسية البدئية والخلايا الجذعية المكونة لبرزات النطاف. 

## الأمراض
يلعب الخلل في نمو الخلايا الجنسية دورًا مهمًا في الأمراض المرتبطة بالخصوبة. يعد نمو الخلايا الجنسية البدئية إلى الخلايا الإنتاشية، وتمايز الخلايا الإنتاشية إلى الخلايا الجذعية المكونة لبرزات النطاف أمرًا بالغ الأهمية لخصوبة البالغين، وغالبًا ما يؤدي خلل النمو إلى العقم.

### سرطان الخصية
تحدث أورام الخلايا الجنسية الخصوية، التي تحدث بشكل رئيسي لدى الشباب البالغين، نتيجة خلايا سابقة للغزو تسمى السرطانة اللابدة. يُعزى نمو السرطانة اللابدة إلى توقف نمو الخلايا الجنسية الجنينية، مثل الخلايا الإنتاشية، إذ تدخل ضمن فترة هجوع وتصبح غير قادرة على التمايز بشكل صحيح. يؤدي ذلك إلى تحول خبيث للخلايا الجنسية حتى يتشكل سرطان الخلايا الجنسية الصريح بعد البلوغ.

### الخصية الهاجرة
الخصية الهاجرة، المعروفة أيضًا باسم الخصية المعلقة، هي عيب خلقي شائع يؤثر على تكون الأعضاء التناسلية الذكرية. غالبًا ما يكون الأفراد ذوي الخصى الهاجرة معرضين لخطر الإصابة بسرطان الخصية والعقم بسبب خلل في نمو الخلايا الجنسية لحديثي الولادة، على وجه الخصوص، اضطراب تمايز الخلايا الإنتاشية إلى برزات النطاف المظلمة البالغة. يُعتقد أن هذا الخلل هو نتاج الإجهاد الحراري الناجم عن الخصيتين المعلقتين المتبقيتين في البطن وغير القادرة على تنظيم درجة حرارتها والتي غالبًا ما تتحقق عن طريق كيس الصفن.